# Mr Cruel
"Mr Cruel" (en español: Señor Cruel) es un violador en serie y pedófilo australiano, quién atacó a tres niñas en suburbios del norte y este de Melbourne, Victoria hacia finales de la década de 1980 y comienzos de la década de 1990, y es el principal sospechoso del secuestro y homicidio de una cuarta niña llamada Karmein Chan. Un titular posterior a los hechos se refirió al perpetrador de los crímenes como ''Mr Cruel'', nombre que sería adoptado por los medios de comunicación.
El autor nunca ha sido identificado y sus tres ataques confirmados, y su presunto homicidio siguen sin resolverse, quedando en casos fríos. Existe una recompensa de $200 000 dólares por los dos secuestros. En abril de 2016, 25 años después del secuestro y homicidio de Chan en 1991, la policía de Victoria elevó la recompensa ante cualquier información que lleve al arresto y condena de Mr Cruel, cuyo valor varía entre los $100 000 y $1 000 000 de dólares.
La policía describe a Mr Cruel como un individuo muy inteligente. Planeó meticulosamente cada ataque, vigilando tanto a la víctima como a su familia, asegurándose de no dejar huellas forenses, protegiendo su identidad cubriéndose el rostro en todo momento, y dejando pistas falsas para desviar la atención de la policía y los familiares de la víctima. El tipo hablaba en voz baja y su comportamiento era tranquilo, incluso se tomó un descanso durante un ataque en la casa de una de las víctimas para comer. Amenazaba con asesinar a sus víctimas con un largo cuchillo de caza o con una pistola.

## Crímenes
- El 22 de agosto de 1987, en Lower Plenty, un hombre con pasamontañas irrumpió en una residencia familiar a las 4 de la madrugada, armado con un cuchillo y una pistola. Ató de pies y manos a ambos padres, y los encerró en un armario. El hijo fue atado a su cama y la hija de 11 años fue violada. El sujeto cortó las líneas telefónicas.[5]
- El 27 de diciembre de 1988 en Ringwood, el hombre con pasamontañas ingresó por la puerta trasera de una casa a las 5:30 de la madrugada, armado con un cuchillo y una pistola pequeña. Ató y amordazó a los padres, y les exigió dinero. Acto seguido, agarró a su hija de 10 años, Sharon Wills, le vendó los ojos con una cinta, tapó su boca con una mordaza, y la secuestró. Fue liberada 18 horas más tarde en los terrenos de la Escuela Secundaria Bayswater.
- El 3 de julio de 1990 en Canterbury, irrumpió en una casa a las 11:30 de la mañana, y ató y amordazó a Nicola Lynas, de 13 años. Le vendó los ojos, cortó las vías telefónicas, y buscó dinero. Luego la llevó a otra casa, y abusó sexualmente de ella durante 50 horas, antes de liberarla en una subestación eléctrica en el suburbio de Kew.

## Sospechoso
- El 13 de abril de 1991 en Templestowe, armado con un cuchillo, secuestró a Karmein Chan de 13 años (quién iba a la misma escuela de Lynas).[6] Su cadáver descompuesto, con tres impactos de bala en la cabeza, fue hallado un año después de su desaparición. Los investigadores creían que había sido asesinada porque vio el rostro de su secuestrador o porque este temía que pudiera identificarlo. Se ha informado que algunos detectives dudaban si Mr Cruel estaba detrás del homicidio.[7] El detective Chris O'Connor respondió a un pregunta periodística en 2013, sobre si Mr Cruel era el responsable del crimen ''...simplemente no sabemos si fue Mr Cruel quién asesinó a Karmein (...) no podemos estar seguros ya que no existen pruebas suficientes para realizar un juicio de valor si fue él o no quién asesinó a Karmein''.[8]

## Investigación
Se cree que Mr Cruel grabó en video o quizás tomó fotografías de sus ataques. Los detectives piensan que aun sigue con vida, habrá guardado las cintas y/o fotos de los crímenes, o que aun sigue recolectando y posiblemente intercambiando pornografía infantil. Dicen casi con certeza que continúa coleccionando pornografía a través de internet, y que puede comunicarse con menores de edad usando líneas de chat. Planificaba sus ataques, como el caso de Nicola Lynas, a quien le dijo que la iba a liberar en exactamente 50 horas y así lo hizo. Bañó a sus víctimas con cuidado, y una de ellas describió el acto como ''una madre lavando a su bebé''. En dos casos, agarró un segundo conjunto de ropa de la casa de la niña para vestirla antes de liberarla. En otro caso, vistió a la niña con bolsas de basura para que la policía no pudiera examinar su vestimenta original. El modus operandi fue el mismo en los secuestros/invasiones de propiedad, en los tres ataques y las declaraciones de las víctimas, la policía confirmó que se trataba del mismo criminal.
Dos de sus víctimas pudieron proporcionar a la policía detalles de la casa en donde se encontraban. Ambas fueron encadenadas a una cama con un collar cervical. Las dos dijeron a los detectives que escucharon el aterrizaje de aviones, lo que llevó a creer a la policía que estaba en una de las rutas de vuelo hacia el aeropuerto de Melbourne. La policía verificó las casas en Keilor East, Niddrie, Airport West, Keilo Park y Essendor Park.
El 14 de diciembre de 2010, la Policía de Victoria anunció que se había establecido un nuevo grupo de trabajo unos 8 meses antes, luego de una nueva información sustancial. El nuevo equipo de trabajo estuvo revisando tanto la investigación realizada por equipos anteriores, como la recopilación de nuevas pistas e informaciones recibidas en los últimos años.
La policía ha investigado más de 30 000 casas y ha entrevistado a 27 000 sospechosos por los ataques, bajo un costo de $4 millones de dólares australianos. Ofrecen una recompensa de 300 000 al que les proporcione información que lleve al arresto de Mr Cruel. La policía ha admitido que algunas de las evidencias encontradas en el momento de la escena del crimen han desaparecido. Una de las evidencias desaparecidas era una de las cintas adhesivas utilizadas para vendar a una de las víctimas, que podría haber proporcionado muestras de ADN de Mr Cruel, bajo el uso de nuevas tecnologías forenses.
En abril de 2016, en el período previo al 25° aniversario del homicidio de Karmein, la Policía de Victoria publicó un dossier de 1994 (apodado "Sierra files") al diario de Herald Sun, en el que contenía detalles íntimos del caso que previamente no se había divulgado públicamente. El dossier, el cual había sido preparado con la asistencia del FBI, contenía información sobre siete posibles sospechosos, incluyendo detalles sobre el principal sospechoso. El periódico declaró que había obtenido los nombres de estos sospechosos, y también intentaron comunicarse con ellos para obtener información, con diversos grados de éxito. Posteriormente, la Policía de Victoria elevó la recompensa por información a 1 000 000 de dólares australianos. Por abril de 2018, la policía estaba haciendo comparaciones con el asesino de Golden State en California.

## Primeros delitos
La policía nunca ha publicado detalles específicos de presuntos ataques. Sin embargo, ha habido variados informes por los medios de comunicación de presuntos ataques anteriores antes de 1987.[cita requerida] En una entrevista en 2001, una década después de los ataques, el detective Stephen Fontana respondió a la pregunta de un periodista sobre ataques anteriores, ''de que no se sabía lo suficiente de él, y que no quería especular''.